# Greve geral no Brasil em 2017
A greve geral no Brasil em 2017 aconteceu no dia 28 de abril, 100 anos depois da primeira greve geral, em junho de 1917. O movimento foi um protesto contra as reformas das leis trabalhistas, que posteriormente foram aprovadas, e da previdência social propostas pelo governo Michel Temer e em tramitação no Congresso Nacional do Brasil.
Mais de 150 cidades registraram paralisações, e segundo os organizadores houve adesão de 40 milhões de pessoas, não havendo balanço oficial de adesão ou do número de manifestantes nas ruas. Com ampla cobertura na mídia internacional, a greve foi minimizada pela imprensa brasileira segundo a jornalista Paula Cesarino Costa, com destaque sendo dado aos conflitos entre policiais e grevistas. Com reações diversas, políticos ligados ao governo reduziram o impacto da greve enquanto oposicionistas defenderam-na como expressão popular. O cientista político Marco Antonio Teixeira, escrevendo para a BBC, diz que a greve teria sido "menor do que organizadores esperavam, mas maior do que governo gostaria".

## Organização
Várias centrais sindicais convocaram protestos contra as reformas das leis trabalhistas e da previdência social propostas ao Congresso Nacional pelo governo Michel Temer. Apoiada por sindicatos locais, a greve foi convocada por diversas centrais e organizações sindicais como Unidade Classista,  INTERSINDICAL - Instrumento de Luta e Organização da Classe Trabalhadora, CSP/Conlutas, CUT, UGT, Força Sindical, Central dos Trabalhadores do Brasil (CTB), Nova Central, Central dos Sindicatos Brasileiros (CSB) e CGTB.
Outros movimentos também estiveram à frente das manifestações, como MST, Movimento dos Trabalhadores Sem Teto (MTST) e UNE.
Os partidos políticos que declararam apoio ou incentivaram sua militância a comparecer às ruas foram PCB,, PSOL, PSTU, PT, PSB, PCdoB,, PDT Solidariedade, REDE, etc.
A greve também foi apoiada por setores progressistas da Igreja Católica no Brasil: Diversos bispos e padres convocaram os fiéis para protestar contra as reformas. A Conferência Nacional dos Bispos do Brasil (CNBB) emitiu nota chamando os cristãos a lutarem "a fim de buscar o melhor para o nosso povo, principalmente os mais fragilizados".

## Reações
A greve teve repercussão internacional e gerou reações diversas entre jornalistas, governantes e cientistas políticos, enquanto que, segundo a ombudsman da Folha de S.Paulo, a cobertura nacional foi minimizada e exagerou os conflitos entre manifestantes e forças policiais.
O presidente Michel Temer criticou atos de violência, e o governo minimizou o impacto da greve. O então Ministro da Justiça, Osmar Serraglio, disse que a greve teria fracassado e que foi uma "baderna generalizada". Políticos ligados ao governo criticaram a greve e seus motivos, enquanto que políticos de oposição apoiaram-na como respaldo da vontade popular. João Doria Junior, prefeito de São Paulo, combateu a greve declarando em uma rede social que "sexta é dia de trabalho". Chamando a greve de "carna lula", o MBL também fez forte campanha contrária a mesma, afirmando que os manifestantes dependem do imposto sindical. Já as centrais sindicais classificaram a greve como a maior das últimas décadas, contando com a adesão de 40 milhões de pessoas.
Para o cientista político Milton Lahuerta, da USP, a greve representou "uma expressão de indignação". Já para o jornalista Merval Pereira, a greve não seria uma revolta popular, mas de sindicatos que estariam "perdendo regalias". A Rádio Jovem Pan declarou que "não houve greve geral" e que "na verdade, a greve fracassou": "Houve apenas pequenos piquetes de pessoas que tentaram parar o Brasil".

## Jovem ferido
Um policial militar de Goiás causou graves ferimentos ao estudante universitário Mateus Ferreira da Silva em manifestação na cidade de Goiânia. A agressão foi fotografada e filmada, com fotos em sequência capturando o momento em que o cassetete do capitão Augusto Sampaio quebra ao atingir a cabeça do estudante. O estudante passou 11 dias internado na unidade de tratamento intensivo e sofreu várias fraturas no rosto, além de traumatismo crânio-encefálico.
O policial foi afastado de ações externas e aguarda em atividades administrativas a conclusão de inquérito sobre o ocorrido.

## Greve do dia 30
A próxima greve geral, marcada para o dia 30 de Junho do mesmo ano, aconteceu com uma efetividade e amplitude menor devido ao abandono da movimentação por parte das centrais sindicais patronais e da CUT e CTB, tendo sido articulada somente com as forças das organizações, centrais e sindicatos mais à esquerda política..